# Загорье (Тернопольская область)
Загорье (укр. Загір'я) — село в Залозецкой поселковой общине Тернопольского района Тернопольской области Украины.
Код КОАТУУ — 6122683401. Население по переписи 2001 года составляло 1227 человек.
До 2020 года входило в Зборовский район.

## Географическое положение
Село Загорье находится на берегу реки Серет Левый,
ниже по течению на расстоянии в 2 км расположено село Серетец,
выше по течению на расстоянии в 1 км и
на противоположном берегу расположено село Панасовка.

## История
- 1570 год — дата основания.

## Объекты социальной сферы
- Школа.
- Клуб.
- Фельдшерско-акушерский пункт.

## Достопримечательности
- Братская могила советских воинов

## Известные уроженцы
- Петр Боярский (28 мая 1973 г — 17 ноября 1993 г), иерей, православный священнослужитель Запорожской Епархии УПЦ.